# Korablino, Rjazanskij
Korablino (ryska: Кораблино) är en ort i Rjazan oblast i Ryssland, belägen cirka 15 kilometer sydost om staden Rjazan och strax ost om Listvjanka och småbyarna Putkovo, Jurasovo, Datjnaja och Bogdanovo. Orten ligger ost om floden Reka Listvjanka, men väst om den större Olafloden, vars flöde rinner från Perm, samt norr om kommunens administrativa huvudort Vysjgorod. 
Avfolkningsbygden har förlorat nästan hälften av sina invånare på ett sekel då befolkningen år 1906 var 1 232 invånare. 2010 hade siffran sjunkit till 670 invånare, men är trots det kommunens näst största samhälle.

## Galleri

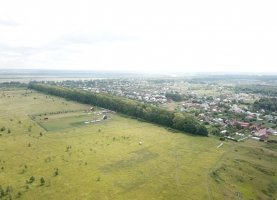
Äldre flygfoto över Korablino.
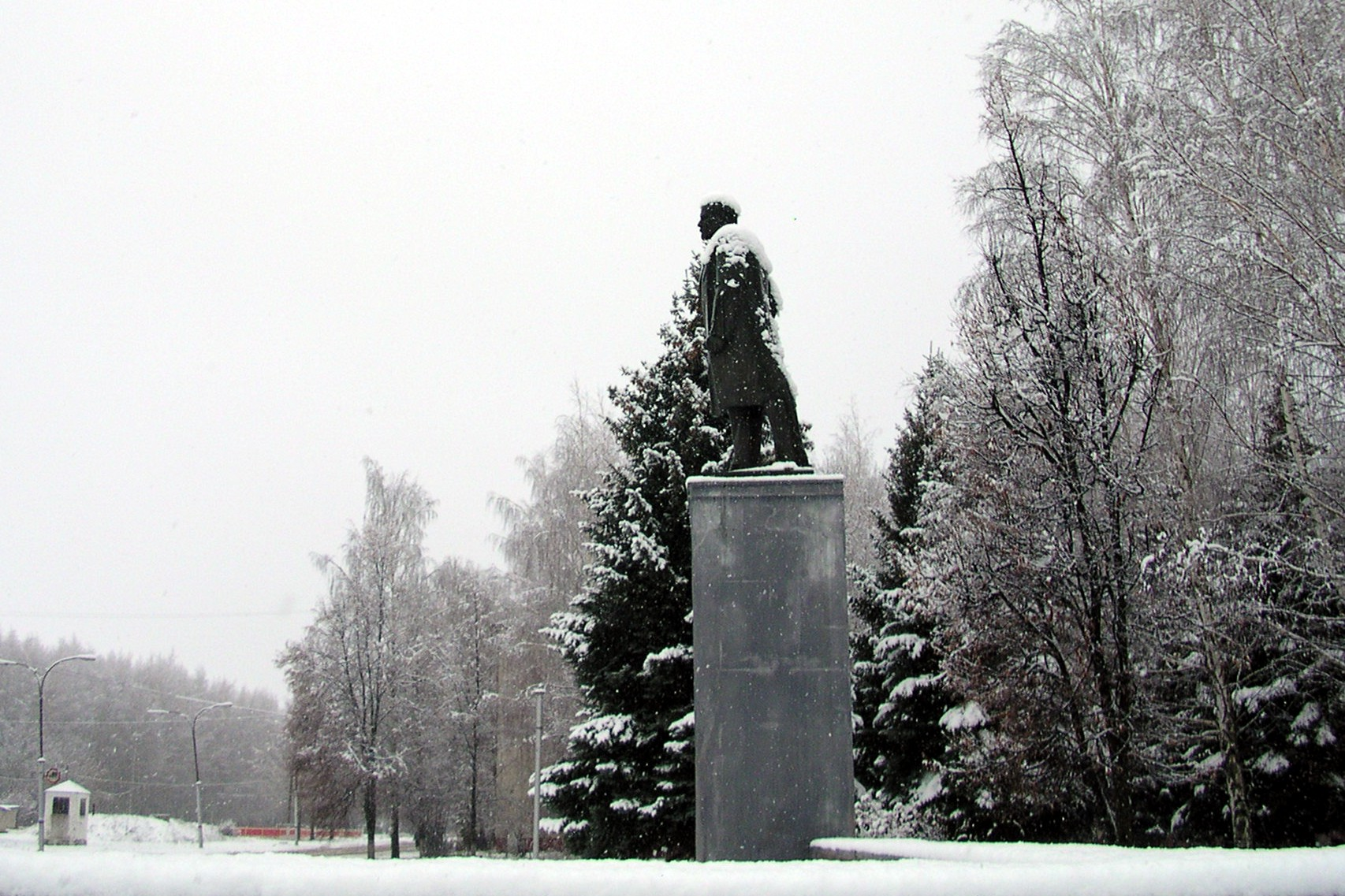
Staty av Vladimir Lenin.
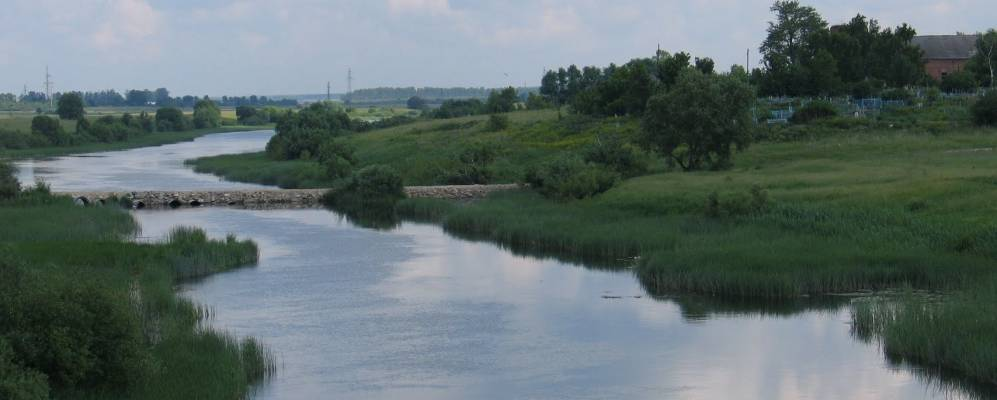
Olafloden med utkanten av Korablino till höger i bildkant.